# Meterostachys
Meterostachys là một chi thực vật có hoa trong họ Crassulaceae.